# Håkan Iwar
Sven Håkan Iwar, född 20 november 1975 i Gränby, Uppsala, är en svensk TV-profil och journalist. Han var tidigare reporter på tidningen Expressen och programledare för programmet Companiet på TV4 News-kanalen. Han var hallåman på TV4 fram till att kanalen slutade med detta måndag 9 april 2018 då Håkan ledde sista kvällen. 